# Mimi Oh
Mimmi Kristina Sofie Olsen (artistnamn ILY, tidigare Mimi Oh), född 3 juni 1986 i Hägerstens församling, Stockholm, är en svensk sångerska. Hon var med i den andra deltävlingen av Melodifestivalen 2012 med låten "Det går för långsamt". Hon kom på 8:e plats. Tidigare har hon studerat på Kulturama.
Mimi Oh är sambo med den svenska diskjockeyn Albin Myers.
Mimi Oh skrev år 2011 skivkontrakt med Lionheart Music Group. 
Sedan 2015 är hon verksam under artistnamnet ILY. 

## Diskografi

### Album
- TBA

### Singlar
- 2012: Säkerhetsnål
- 2012: 1986
- 2012: Festen Som Vi Hatar Imorrn
- 2012: Det Går För Långsamt
- 2012: I En Annan Del Av Världen (feat.Husguden)
- 2013: Börja Om
- 2014: Skvaller
- 2015: Vibe (Albin Myers) (medverkande)
- 2015: Magic
- 2016: Without U / Collapse
- 2016: REMEDY
- 2017: Remedy (Mike Mago, Tom Ferry) (medverkande)
- 2017: Your Love
- 2018: You Give Me Life
- 2018: Dead End
- 2018: Coming After Your Love (Tom Ferry) (medverkande)
- 2018: Can You Hear Me (Gianni Marino, Boy Problems) (medverkande)
- 2018: Alive (feat. ILY) (Jack Wins) (medverkande)
- 2019: Do It Again (med Tom Ferry)

### Musikvideor
- 2011: Kom Hit Och Dansa
- 2012: Säkerhetsnål
- 2013: Börja Om